# Mesocapromys angelcabrerai
Mesocapromys angelcabrerai es una especie de roedor de la familia Capromyidae.

## Distribución geográfica
Es endémica de Cuba.

## Hábitat
Su hábitat natural son: los manglares subtropicales o tropicales bosques y pantanos.

## Estado de conservación
Se encuentra amenazada de extinción por la pérdida de su hábitat natural.